# Rabod von Kröcher
Rabod Wilhelm von Kröcher (30 giugno 1880 – 25 dicembre 1945) è stato un cavaliere tedesco.

## Palmarès

### Olimpiadi
- Argento a Stoccolma 1912 nel salto ostacoli individuale.